# Tharlis Sartori
Tharlis Sartori, ou simplesmente Tharlis (Maravilha, 7 de janeiro de 1998), é um futebolista brasileiro que atua como volante e zagueiro. Atualmente joga no Azuriz.

## Carreira

### Chapecoense
Nascido em Maravilha, Santa Catarina, Tharlis teve uma curta passagem pelo Internacional em 2015. Chegou para defender o time cujo acompanhava desde a juventude em 2016, nas categorias de base da Chapecoense, sendo promovido ao elenco profissional em 2019, pelo técnico Claudinei Oliveira.
Sua estreia aconteceu em 20 de janeiro de 2019, entrando como substituto em um empate fora de casa com o Metropolitano, pelo Campeonato Catarinense de 2019. Claudinei Oliveira cumpriu a promessa de dar espaço para atletas formados nas categorias de base da Chapecoense no mesmo ano, quem melhor aproveitou a sequência obtida foi Tharlis. Com personalidade, Tharlis não demonstrou sentir o peso de atuar no time principal, nem mesmo de substituir o experiente Amaral. Com boas apresentações, chegou a ser elogiado pelo técnico e ganhou o carinho da torcida verde e branca.
Em 21 de maio de 2019, Tharlis renovou seu contrato com a Chapecoense até o fim de 2021, após ganhar espaço no elenco profissional.

## Títulos
Chapecoense
- Campeonato Catarinense: 2020
- Campeonato Brasileiro - Série B: 2020